# 木村隆文 (演出家)
木村 隆文（きむら たかふみ）は、日本放送協会(NHK)所属のテレビドラマ演出家。

## 人物・経歴
1964年生まれ。大阪府立三島高等学校、早稲田大学政治経済学部卒業後、1988年NHKに入局。NHK制作局ドラマ番組部チーフ・ディレクター。

## 主な演出作品
- 大河ドラマ
  - 八代将軍吉宗
  - 武蔵 MUSASHI
  - 義経
  - 真田丸
- 連続テレビ小説
  - ひまわり
  - どんど晴れ
  - 梅ちゃん先生
  - ごちそうさん
  - なつぞら[1]
  - ちむどんどん[2]
- スペシャルドラマ
  - 坂の上の雲
  - 菜の花の沖
  - 坊さんが、ゆく
  - どこにもない国(放送文化基金賞 奨励賞)
- 金曜時代劇
  - お登勢
  - 平岩弓枝のお美也
- ドラマ新銀河
  - コラ!なんばしよっと3
- ドラマ愛の詩
  - 双子探偵